# Настільний теніс на літніх Паралімпійських іграх 2012
Змагання з настільного тенісу на літніх Паралімпійських іграх 2012 року пройдуть у Виставковому центрі у Лондоні з 30 серпня по 8 вересня. 

## Класифікація спортсменів
Спортсмени будуть класифіковані на різні групи в залежності від ступеня інвалідності. Система класифікації дозволяє спортсменам з однаковими порушеннями конкурувати на рівних.

Атлети класифікуються на такі групи:
- 1-5: спортсмени з фізичними вадами, що впливають на їх ноги, які змагаються сидячи.
- 6-10: спортсмени з фізичними вадами, які змагаються стоячи.
- 11: спортсмени з порушеннями інтелекту.

## Змагання

### Чоловіки
| Змагання  | Змагання          | Золото           | Срібло              | Бронза |
| --------- | ----------------- | ---------------- | ------------------- | ------ |
| Одиночки  |                   |                  |                     |        |
| Клас 1    | Хольгер Нікеліс   | Жан-Франсуа Дуке | Поль Девіс          |        |
| Клас 2    | Ян Ряпош          | Кюнг Мок-Кім     | Фаб'єн Ламіро       |        |
| Клас 3    | Панфенг Фенг      | Златько Кеслер   | Томас Шмідтбергер   |        |
| Клас 4    | Кім Юнг-Гун       | Ян Жанг          | Саме Салех          |        |
| Клас 5    | Томмі Урхауг      | Нінгнінг Цао     | Еун-Чанг Юнг        |        |
| Клас 6    | Рунгрой Таїньом   | Альваро Валера   | Петер Розенмейер    |        |
| Клас 7    | Йохен Волльмерт   | Уілл Бейлі       | Михайло Попов       |        |
| Клас 8    | Шуай Жао          | Річард Чейтей    | Еміль Андерссон     |        |
| Клас 9    | Лін Ма            | Станіслав Фрачук | Гербен Ласт         |        |
| Клас 10   | Патрік Хойновські | Ге Янг           | Давід Якобс         |        |
| Клас 11   | Петер Палош       | Бюнг Юн Сонг     | Паскаль Перейра Ліл |        |
| Команди   |                   |                  |                     |        |
| Клас 1-2  | Словаччина        | Франція          | Південна Корея      |        |
| Клас 3    | Китай             | Німеччина        | Франція             |        |
| Клас 4-5  | Китай             | Південна Корея   | Франція             |        |
| Клас 6-8  | Польща            | Іспанія          | Велика Британія     |        |
| Клас 9-10 | Китай             | Польща           | Іспанія             |        |

### Жінки
| Змагання  | Змагання            | Золото                   | Срібло               | Бронза |
| --------- | ------------------- | ------------------------ | -------------------- | ------ |
| Одиночки  |                     |                          |                      |        |
| Клас 1-2  | Дзінг Лін           | Памела Пеццутто          | Ізабель Лафай-Марцю  |        |
| Клас 3    | Анна-Карін Альквіст | Доріс Мадер              | Альона Канова        |        |
| Клас 4    | Жу Їнг              | Боріслава Періч-Ранковіч | Сунг Є Мон           |        |
| Клас 5    | Біян Жанг           | Гай Ге                   | Інгела Лундбек       |        |
| Клас 6    | Раїса Чебаніка      | Антоніна Ходзинська      | Юлія Клименко        |        |
| Клас 7    | Келлі ван Зорн      | Юлія Овсяннікова         | Вікторія Сафонова    |        |
| Клас 8    | Дзінгдіан Мао       | Ту Камкасомфу            | Джозефін Абрахамссон |        |
| Клас 9    | Ліна Лей            | Несліхан Кавас           | Мейлі Лю             |        |
| Клас 10   | Наталія Партика     | Ціан Янг                 | Лей Фан              |        |
| Клас 11   | Вонг Ка Ман         | Єунг Чі Ка               | Анжеліка Косачева    |        |
| Команди   |                     |                          |                      |        |
| Клас 1-3  | Китай               | Південна Корея           | Велика Британія      |        |
| Клас 4-5  | Китай               | Швеція                   | Південна Корея       |        |
| Клас 6-10 | Китай               | Туреччина                | Польща               |        |